# Vincenzo Ceccarelli
Vincenzo Ceccarelli (Castel San Niccolò, 3 marzo 1960) è un politico italiano.

## Biografia
Sposato, tre figli, è stato dal 1985 al 1995 sindaco di Castel San Niccolò (di cui sarà poi consigliere comunale dal 1995 al 2000) per il Partito Comunista Italiano, nelle cui liste si era candidato alle elezioni regionali in Toscana del 1990 per la provincia di Arezzo, ottenendo 2 686 preferenze e risultando il primo dei non eletti.
Alle elezioni amministrative del 1995 è eletto consigliere della Provincia di Arezzo nelle file del Partito Democratico della Sinistra, dei quali è stato capogruppo e dal 1994 segretario provinciale fino alla confluenza nei Democratici di Sinistra, di cui ricopre lo stesso ruolo, fino al 1999.
Alle elezioni amministrative del 1999 è stato eletto al primo turno presidente della Provincia di Arezzo con il 53,6% dei voti alla guida di una coalizione di centrosinistra, superando lo sfidante di centrodestra Danilo Petri (35,8%). Viene poi rieletto, sempre al primo turno, nella tornata elettorale del 2004, ottenendo il 60,61% alla guida di una coalizione di centrosinistra e superando il candidato del centrodestra Maurizio Bianconi (35,17%), proprio nel momento in cui l'ente veniva posto al centro del processo di decentramento amministrativo disegnato dalle leggi Bassanini. Ha gestito un decennio di profonde trasformazioni nelle competenze attribuite alle province, cambiamenti che hanno inciso in modo rilevante sul ruolo dell'ente, ma soprattutto sulla qualità e quantità dei servizi offerti ai cittadini.
Nel 2010 è stato eletto nel Consiglio regionale della Toscana nelle liste del Partito Democratico, dopo aver superato l'esame delle primarie, ottenendo il maggior numero di preferenze tra tutti i candidati della regione. Il suo primo incarico in Regione è stato quello di presidente della VI commissione "Territorio e ambiente" del consiglio regionale. Nel marzo del 2013 è stato nominato assessore alle infrastrutture e alla mobilità, con responsabilità sulla mobilità in Toscana, le attività estrattiva e le cave, all'interno della giunta di centrosinistra presieduta da Enrico Rossi.
Alle elezioni regionali in Toscana del 2015 è rieletto consigliere regionale per la provincia di Arezzo con 17 682 preferenze, il numero più alto in Regione, ed è stato riconfermato assessore regionale dal presidente della Toscana, Enrico Rossi, ottenendo, oltre alle deleghe del mandato precedente, anche quelle sull'urbanistica, il governo del territorio e l'edilizia residenziale.
Alle elezioni regionali in Toscana del 2020 è di nuovo eletto consigliere regionale per la provincia di Arezzo e con 14 927 preferenze è ancora il più votato nella circoscrizione, venendo poi scelto come Presidente del gruppo consiliare del PD.
Alle elezioni politiche del 2022 viene candidato alla Camera dei Deputati nel collegio uninominale Toscana - 09 (Arezzo), ottenendo il 33,20% e venendo sconfitto da Tiziana Nisini del centrodestra (42,90%), non è dunque eletto.